# Marcel Dupraz
Marcel Philibert Dupraz (ur. 2 stycznia 1897 w Saint-André-de-Boëge) – francuski zapaśnik walczący w stylu wolnym. Olimpijczyk z Paryża 1924, gdzie zajął dwunaste miejsce w wadze półśredniej.

## Letnie Igrzyska Olimpijskie 1924
| Konkurencja      | Rundy eliminacyjne       | Klas. końcowa |
| Konkurencja      | 1/8                      | Miejsce       |
| ---------------- | ------------------------ | ------------- |
| 72 kg styl wolny | Hyacinthe Roosen (BEL) P | 12.           |